# Fikrət Əmirov
Fikrət Məşədi Cəmil oğlu Əmirov, (ros. Фикрет Мешади Джамиль оглы Амиров, Fikret Meszadi Dżamil ogły Amirow; ur. 22 listopada 1922 w Gandży, zm. 20 lutego 1984 w Baku) – azerski kompozytor, Ludowy Artysta ZSRR (1965), Bohater Pracy Socjalistycznej (1982). 

## Życiorys
Jego ojciec był znanym muzykiem ludowym Azerbejdżanu. W 1939 rozpoczął studia muzyczne w Baku. W 1941 przerwał je i poszedł na front. W 1942 wrócił z wojny, by od 1943 kontynuować studia. W 1947 został szefem Filharmonii Azerbejdżańskiej a od 1956 pierwszym sekretarzem Azerbejdżańskiego Związku Kompozytorów i dyrektorem opery w Baku.
Komponował głównie pieśni oraz utwory orkiestrowe i instrumentalne. Autor książki W świecie muzyki (ros. «В мире музыки») – 1983.
Został odznaczony m.in. Medalem „Sierp i Młot” Bohatera Pracy Socjalistycznej (19 listopada 1982), dwukrotnie Orderem Lenina (1959, 1982) oraz dwukrotnie Orderem Czerwonego Sztandaru Pracy (1967, 1971). Laureat Nagrody Stalinowskiej (1949) i Nagrody Państwowej ZSRR (1980).